# Orden de la Gloria Militar
La Orden de la Gloria Militar (en bielorruso: Ордэн Воінскай Славы) es una condecoración estatal de la República de Bielorrusia, destinada a reconocer los méritos especiales en las esferas de la gestión de las tropas, el manteniendo de su alta preparación para el combate y el entrenamiento profesional, la valentía y desinterés en la protección de la Patria y sus intereses estatales y en la ejecución de otros deberes de servicio y por realizar contribuciones significativas a la mejora de la camaradería y la cooperación militar con otros estados extranjeros. Fue establecida por el Decreto del Consejo Supremo de la República de Bielorrusia N.º 3726-XII del 13 de abril de 1995.

## Criterios de concesión
La Orden de la Gloria Militar se concede a los militares de la República de Bielorrusia en reconocimiento a:
- Logros destacados en la gestión de las tropas, manteniendo su alta preparación para el combate y entrenamiento profesional;
- Valentía y desinterés en la protección de la Patria y sus intereses estatales y en la ejecución de otros deberes de servicio;
- Contribuciones significativas a la mejora de la camaradería y la cooperación militar con otros estados extranjeros.

La insignia de la orden se lleva en el lado izquierdo del pecho y, en presencia de otras órdenes y medallas de la República de Bielorrusia, se coloca justo después de la insignia de la Orden de la Patria.
Hasta 2021, solo los ciudadanos individuales podían recibir la orden. De conformidad con el Decreto del Presidente de la República de Bielorrusia N.º 5 del 7 de diciembre de 2020, se realizaron cambios en la ley sobre premios estatales, según los cuales ahora también pueden recibir la Orden organizaciones, unidades militares (subdivisiones), formaciones de las Fuerzas Armadas de la República de Bielorrusia, otras tropas y formaciones militares, así como sus empleados.

## Descripción
La Orden de la Gloria Militar es una insignia basada en una estrella de cinco puntas, que se reproduce en un pentágono radiante. La composición forma una estrella de diez puntas con un diámetro de 44 mm.
En el centro de la estrella hay un círculo con un diámetro de 23 mm, en el círculo hay una imagen en relieve de dos soldados, que representan las fuerzas terrestres y aéreas. El círculo está enmarcado por una corona de hojas de roble y laurel, en cuya parte superior se encuentra la inscripción «Gloria Militar» sobre un fondo de esmalte verde. El reverso de la insignia tiene una superficie lisa, con el número de serie de la condecoración grabado en el centro.
La medalla está conectada con un ojal y un anillo a un bloque pentagonal cubierto con una cinta muaré de seda roja con una franja verde longitudinal en el medio, tres franjas negras y dos naranjas en el lado derecho.
La Orden de la Gloria Militar está realizada en plata dorada.

## Galardonados
La única persona premiada con esta condecoración es Leonid Maltsev antiguo ministro de Defensa de Bielorrusia entre el 24 de septiembre de 2001 y el 4 de diciembre de 2009.